# 아반티라슈트라
아반티라슈트라(산스크리트어: अवन्तिराष्ट्र)는 찬드라굽타 마우리아가 난다 제국을 정복한 후 마우리아 제국에 설치한 5대 속주 중 하나로, 오늘날 말와에 위치하였으며 주도는 우자이니이다.
제국의 3대 황제 아소카는 2대 황제 빈두사라의 치세 동안 이 속주의 부왕을 역임했다.